# Liste der Bodendenkmale in Haßbergen
In der Liste der Bodendenkmale in Haßbergen sind die Bodendenkmale der niedersächsischen Gemeinde Haßbergen aufgeführt. Die Quelle ist der Denkmalatlas Niedersachsen. 

Haßbergen im Landkreis Nienburg

Der Stand der Liste ist der 12. Januar 2025.

## Allgemein
In den Spalten finden sich folgende Informationen des Bodendenkmales:
Lagegeographische Koordinaten
BezeichnungBezeichnung lt. Denkmalatlas
BeschreibungBeschreibung lt. Denkmalatlas
IDObjekt-ID
BildBild, ggf. zusätzlich mit Link zu weiteren Fotos im Medienarchiv Wikimedia Commons.

## Haßbergen
| Lage                        | Bezeichnung               | Beschreibung | ID       | Bild |
| --------------------------- | ------------------------- | --- | -------- | ---- |
| 52° 44′ 9″ N, 9° 16′ 5″ O   | Hassbergen 14, Grabhügel  | Durchmesser ca. 14 m und Höhe ca. 1,4 m, an Nordseite von Weg leicht angeschnitten.                                          | 36207518 | BW   |
| 52° 43′ 41″ N, 9° 15′ 41″ O | Hassbergen 17, Grabhügel  | Durchmesser ca. 11 m und Höhe ca. 1 m, hochgewölbt.                                                                          | 36667179 | BW   |
| 52° 45′ 23″ N, 9° 17′ 16″ O | Hassbergen 25, Grabhügel  | Durchmesser ca. 12 m und Höhe ca. 0,8 m, annähernd rund.                                                                     | 36175308 | BW   |
| 52° 44′ 33″ N, 9° 16′ 30″ O | Hassbergen 28, Grabhügel  | Durchmesser ca. 15 m und Höhe ca. 1 m, ehemals rund, zur Hälfte abgetragen.                                                  | 36278022 | BW   |
| 52° 44′ 28″ N, 9° 16′ 29″ O | Hassbergen 68, Grabhügel  | Größe ca. 14 × 18 m und Höhe ca. 1 m, mit flacher Kuppenmulde.                                                               | 36441126 | BW   |
| 52° 44′ 13″ N, 9° 16′ 10″ O | Hassbergen 91, Grabhügel  | Größe ca. 10 × 7 m und Höhe ca. 0,8 m, Südhälfte durch Weg zerstört.                                                         | 39991951 | BW   |
| 52° 44′ 8″ N, 9° 16′ 5″ O   | Hassbergen 105, Grabhügel | Durchmesser ca. 11 m und Höhe ca. 0,7 m. Über den Hügel führt ein Weg.                                                       | 40036098 | BW   |
| 52° 44′ 15″ N, 9° 16′ 12″ O | Hassbergen 108, Grabhügel | Durchmesser ca. 10 m und Höhe ca. 0,6 m, Kuppe abgegraben.                                                                   | 40035817 | BW   |
| 52° 44′ 15″ N, 9° 16′ 16″ O | Hassbergen 109, Grabhügel | Durchmesser ca. 10 m und Höhe ca. 0,4 m.                                                                                     | 40035892 | BW   |
| 52° 44′ 8″ N, 9° 15′ 12″ O  | Hassbergen 124, Grabhügel | Durchmesser ca. 11 m und Höhe ca. 0,8 m, Kuppe leicht gewölbt mit unregelmäßiger Oberfläche; Ränder allseitig gut abgesetzt. | 49874502 | BW   |
| 52° 44′ 31″ N, 9° 16′ 29″ O | Hassbergen 125, Grabhügel | Durchmesser ca. 14 m und Höhe ca. 1 m, Kuppe leicht gewölbt, unregelmäßige Oberfläche; Ränder gut abgesetzt.                 | 49874532 | BW   |

### Hassbergen 47
- ID:39971859
- Grabhügelfeld.

| Lage                        | Bezeichnung   | Beschreibung                                                                          | ID       | Bild |
| --------------------------- | ------------- | ------------------------------------------------------------------------------------- | -------- | ---- |
| 52° 44′ 30″ N, 9° 16′ 20″ O | Hassbergen 48 | Durchmesser ca. 15 m und Höhe ca. 1,1 m, Spuren eines alten Kopfstichs erkennbar.     | 36277317 | BW   |
| 52° 44′ 27″ N, 9° 16′ 17″ O | Hassbergen 49 | Durchmesser ca. 19 m und Höhe ca. 1,3 m, durch Viehtritt zerstört, ein großes Loch.   | 36277664 | BW   |
| 52° 44′ 26″ N, 9° 16′ 17″ O | Hassbergen 50 | Durchmesser ca. 10 m und Höhe ca. 0,5 m, ungleichmäßig; Rand auslaufend.              | 36277598 | BW   |
| 52° 44′ 26″ N, 9° 16′ 16″ O | Hassbergen 51 | Durchmesser ca. 12 m und Höhe ca. 0,8 m, am Hügelfuß durch Beackerung leicht gestört. | 36277565 | BW   |
| 52° 44′ 25″ N, 9° 16′ 16″ O | Hassbergen 52 | Durchmesser ca. 20 m und Höhe ca. 1,5 m, ungestört, Kuppe abgegraben.                 | 36277519 | BW   |
| 52° 44′ 26″ N, 9° 16′ 19″ O | Hassbergen 53 | Durchmesser ca. 11 m und Höhe ca. 0,7 m, durch Entnahme von Sand beschädigt.          | 36277804 | BW   |

### Hassbergen 54
- ID:36748425
- Grabhügelfeld.

| Lage                        | Bezeichnung   | Beschreibung                                                                  | ID       | Bild |
| --------------------------- | ------------- | ----------------------------------------------------------------------------- | -------- | ---- |
| 52° 44′ 53″ N, 9° 16′ 41″ O | Hassbergen 54 | Durchmesser ca. 16 m und Höhe ca. 1,5 m, hochgewölbt. Kuppenmulde.            | 36276705 | BW   |
| 52° 44′ 53″ N, 9° 16′ 39″ O | Hassbergen 55 | Durchmesser ca. 15 m und Höhe ca. 1 m, gut abgesetzt, am Nordrand angegraben. | 36276528 | BW   |
| 52° 44′ 56″ N, 9° 16′ 39″ O | Hassbergen 56 | Durchmesser ca. 21 m und Höhe ca. 1,5 m, ungestört.                           | 36276422 | BW   |
| 52° 44′ 55″ N, 9° 16′ 37″ O | Hassbergen 57 | Durchmesser ca. 16 m und Höhe ca. 1,5 m, kleinere Eingrabungen und Tierbaue.  | 36276296 | BW   |
| 52° 44′ 55″ N, 9° 16′ 35″ O | Hassbergen 58 | Durchmesser ca. 20 m und Höhe ca. 1,5 m, gut gewölbt.                         | 36275831 | BW   |
| 52° 44′ 52″ N, 9° 16′ 40″ O | Hassbergen 93 | Durchmesser ca. 10 m und Höhe ca. 0,7 m.                                      | 39996709 | BW   |

### Hassbergen 59
- ID:36667444
- Gruppe von ehemals sieben Grabhügeln

| Lage                       | Bezeichnung   | Beschreibung                                                                                  | ID       | Bild |
| -------------------------- | ------------- | --------------------------------------------------------------------------------------------- | -------- | ---- |
| 52° 44′ 4″ N, 9° 16′ 2″ O  | Hassbergen 37 | Durchmesser ca. 10 m und Höhe ca. 0,5 m, ehemals rund, Oberfläche und Randbereich beschädigt. | 36207680 | BW   |
| 52° 44′ 4″ N, 9° 16′ 2″ O  | Hassbergen 38 | Größe ca. 12 × 13 m und Höhe ca. 1,1 m, steilgeböscht, von Weg leicht angeschnitten.          | 36207695 | BW   |
| 52° 44′ 0″ N, 9° 16′ 1″ O  | Hassbergen 59 | Durchmesser ca. 10 m und Höhe ca. 1 m, südlicher Teil durch Wegebau beschädigt.               | 39991023 | BW   |
| 52° 43′ 59″ N, 9° 16′ 2″ O | Hassbergen 60 | Größe ca. 18 × 20 m und Höhe ca. 1,8 m.                                                       | 36207587 | BW   |
| 52° 43′ 59″ N, 9° 16′ 3″ O | Hassbergen 61 | Durchmesser ca. 10 m und Höhe ca. 0,7 m, an südöstlicher Hälfte abgegraben.                   | 36207605 | BW   |
| 52° 43′ 58″ N, 9° 16′ 1″ O | Hassbergen 62 | Durchmesser ca. 10 m und Höhe ca. 0,5 m, flach.                                               | 36207634 | BW   |
| 52° 43′ 58″ N, 9° 16′ 2″ O | Hassbergen 63 | Durchmesser ca. 13 m und Höhe ca. 1,1 m, mit abgeflachter Kuppe.                              | 36207649 | BW   |